# بانک تجارت
بانک تجارت، شرکت خدمات مالی و بانکداری ایرانی است. بانک تجارت بزرگ‌ترین بانک بورسی ایران، پس از انقلاب ۱۳۵۷ از در هم آمیختن چند بانک دیگر بنیانگذاری شد که قدیمی‌ترین آنها «بانک ایران و انگلیس» (پیشتر با نام بانک شاهنشاهی ایران) بود که از سال ۱۲۶۶ خورشیدی فعالیت داشت.
بر پایهٔ آمار سازمان مدیریت صنعتی، هلدینگ بانک تجارت یکی از ۱۰۰ شرکت برتر اقتصاد ایران شناخته شده‌است. اداره مرکزی بانک تجارت مستقر در برج تجارت شهر تهران می‌باشد. شعبه‌ها، دفترها و بانک‌های وابسته به بانک تجارت همچنین در کشورهای فرانسه، جمهوری تاجیکستان، چین، انگلستان، امارات متحده عربی، آلمان و بلاروس جای گرفته‌اند. این بانک همچنین تنها بانک ایران است که هدف برنامه چهارم توسعه کشور در حمایت از بخش کشاورزی را محقق کرده‌است. بانک تجارت نخستین بانک ایرانی متصل به شبکهٔ سوئیفت نیز بود و همچنین نخستین بانک ایرانی بود که از سیستم SGB استفاده کرد؛ در سطح ۵ بانک بزرگ بانک تجارت اولین بانکی بود که شبکهٔ خودپرداز را در سطح کشور راه اندازی کرد.اولین مدیر عامل بانک ایران و هلند در ایران تیمسار علی نقی پرتوی بوده.
بانک تجارت با دارا بودن ۲۰ درصد از سهام باشگاه پرسپولیس از سهام داران اصلی این باشگاه است.

## تاریخچه

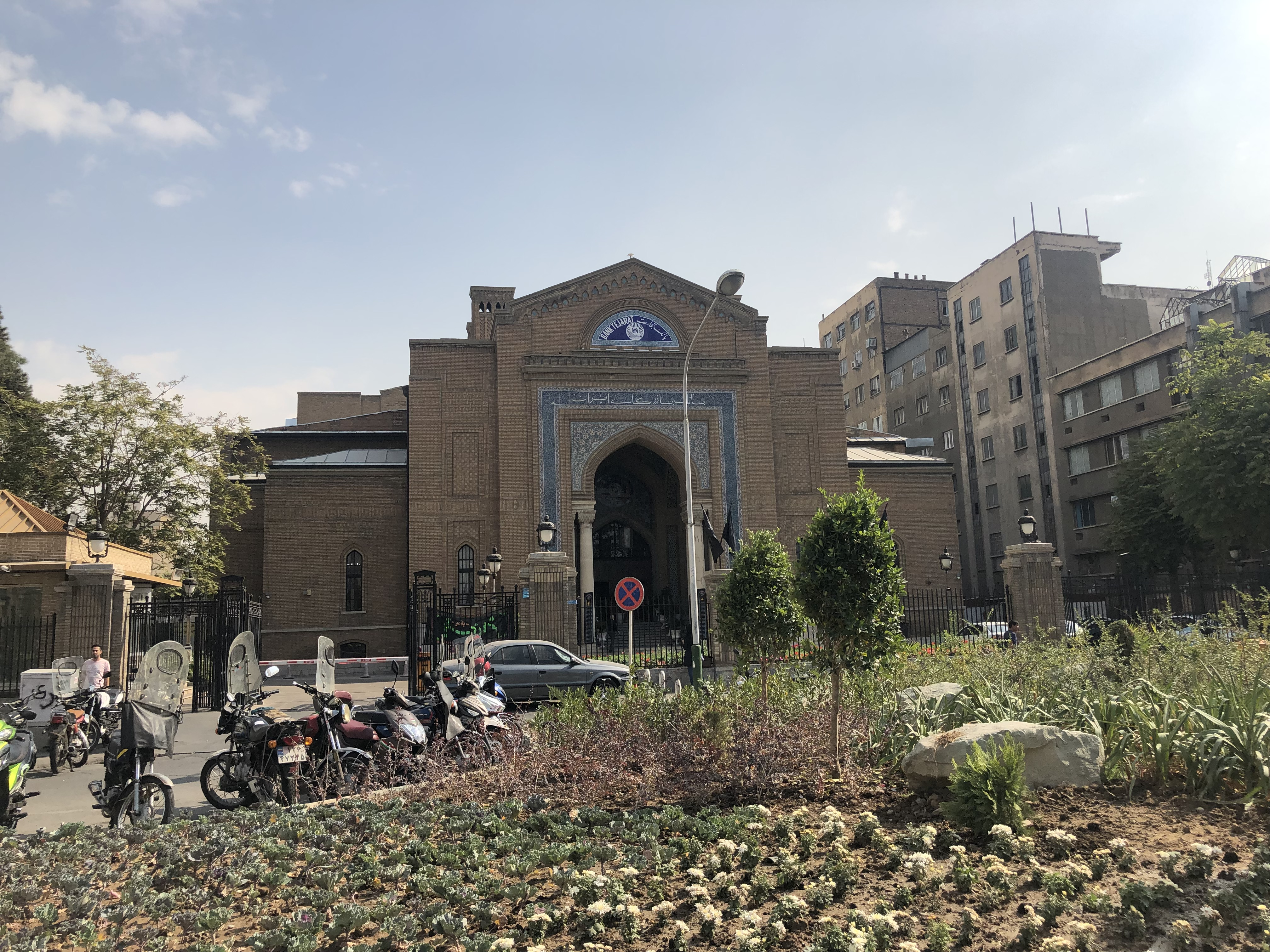
ساختمان بانک شاهی که اکنون به عنوان موزه بانک تجارت استفاده می‌شود.

بانک جدید شرق، اولین بانک ایران به شیوه امروزی بود، که در سال ۱۲۶۶ در شمال شرقی میدان توپخانه تهران و در محل فعلی موزه بانک تجارت، فعالیت خود را آغاز کرد؛ گرچه فعالیت این بانک بیش از یک سال طول نکشید و تمامی امتیازات خود را به بانک شاهی واگذار کرد، ولی این حرکت، پایه بانکداری نوین را در ایران بنا نهاد. در حقیقت می‌توان گفت بانک شاهی ایران که بعدها به بانک تجارت تغییر نام داد، به عنوان نخستین بانک ایران می‌باشد.
تا قبل از انقلاب ۱۳۵۷، از ۳۶ بانک فعال در کشور ۸ بانک دارای مالکیت دولتی، ۱۶ بانک دارای مالکیت خصوصی ایرانی و ۱۲ بانک دارای مالکیت مختلط ایرانی و خارجی بودند. پس از انقلاب ۱۳۵۷ در تاریخ ۱۷ خردادماه ۱۳۵۸ شورای انقلاب، بانک‌های کشور را ملی اعلام کردو برخی از بانک‌ها در یکدیگر ادغام شدند.
بانک تجارت به موجب مصوبه مورخ ۱۳۵۸/۰۷/۲۵ مجمع عمومی بانک‌ها مصوب مهرماه سال ۱۳۵۸ شمسی از ادغام ۱۲ بانک تجاری داخلی و مشترک داخلی – خارجی، تحت عناوین، بانک ایران و انگلیس (همان بانک شاهنشاهی ایران سابق)، بانک بین‌المللی ایران و ژاپن، بانک تجارتی ایران و هلند، بانک ایران و خاورمیانه، بانک اعتبارات ایران، بانک بازرگانی ایران، بانک ایرانشهر، بانک صنایع ایران، بانک شهریار، بانک ایرانیان، بانک کار با سرمایه ای بالغ بر ۳۹ میلیارد ریال در تاریخ ۱۳۵۸/۰۹/۲۹ تأسیس و در قالب شرکت سهامی خاص با مالکیت دولت جمهوری اسلامی ایران نزد اداره کل ثبت شرکت‌ها و موسسات تجاری تهران به ثبت رسید و سپس در سال ۱۳۶۰ خورشیدی هم بانک ایران و روس نیز به آن ملحق گردید.
باابلاغ سیاست‌های اصل۴۴ قانون اساسی فصل جدیدی برای نهادهای دولتی شروع شد و واگذاری تعدادی از سهام بانک تجارت دردستورکار سازمان خصوصی‌سازی قرارگرفت؛ در راستای اجرای سیاست‌های دولت این بانک از سهامی خاص به سهامی عام تغییر ماهیت داد و در پی آن نماد بانک تجارت در تالار بورس اوراق بهادار تهران گشایش یافت که در سال ۱۳۸۸خورشیدی سهام بانک تجارت به دولت جمهوری اسلامی ایران، سازمان بیمه سلامت ایران، سهام عدالت، بانک کشاورزی، سازمان خصوصی‌سازی، شرکت تدبیرگران کارکنان بانک تجارت و … عرضه شد؛ هم‌اکنون بخشی از سهام این بانک، در بازار سرمایه و بورس اوراق بهادار معامله می‌شود.
اکثر کارشناسان و اقتصاددانان معتقدند که با واگذاری سهام بانک تجارت به برخی نهادهای دولتی در حقیقت خصوصی‌سازی معنایی نداردو سهام این بانک نزد ارگان‌های دولتی دست به دست شده‌است.

## مجموع دارایی
ارزش دارایی موسسات مالی و شرکت‌های بورسی، هرلحظه در نوسان می‌باشد و ارزش دارایی شرکت‌هایی که دارای، HOLDING مالی هستند به سادگی قابل محاسبه و ارزیابی نیست؛ اما با این حال طبق صورت‌های مالی میاندوره ای سال ۱۳۹۷، سرمایه بانک تجارت در سال ۴۵٬۷۰۰ میلیارد ریال بوده‌است.
درراستای اصلاح ساختار سرمایه، پیرو مصوبه هیئت مدیره بانک تجارت درمورخه۱۳۹۷/۱۱/۱۶ تصمیم به افزایش سرمایه ازمحل تجدید ارزیابی دارایی‌های ثابت وسرمایه گذاری‌های بلندمدت در مجمع عمومی فوق‌العاده صاحبان سهام تصویب گردید؛ درپی این اقدام، سرمایه بانک تجارت به ۲۲۳٫۹۲۶ میلیارد ریال افزایش یافت.

## لوگو بانک تجارت
آرم بانک تجارت از مجموعه ۶ طرح گرافیکی زیر تشکیل شده که درنهایت تأکید بر هدفی خاص و واحد دارند:
- کتیبه سنگی
- نقشه کشور
- تلالو نور
- داس
- چرخ دنده
- خوشه گندم

از دیدگاه برخی از نشان شناسان آرم بانک تجارت، طرحی اسلیمی از نقشه کشور که بر روی کتیبه ای استوار گشته و در قلب آن حمایت از تولید و کشاورزی موج می‌زند و بر مبنای پیروزی نظام «جمهوری اسلامی» در بهمن ماه سال ۱۳۵۷خورشیدی ۲۲ نور از آن ساطع می‌شود؛گفتنی است بانک تجارت تنها بانکی است که در لوگو آن نقشه ایران نمایان است .
بی شک آرم دستگاه های اجرایی بی تاثیر از 
انقلاب اسلامی نیست و بانک بازرگانی ایران هم از این قاعده مستثنی نبود ؛ بعد از قانون ملی شدن بانک ها فرآیند ادغام و اجرای  بانکداری اسلامی نام بانک هم تجارت شد.

## خدمات عمومی مشارکتی بانک تجارت

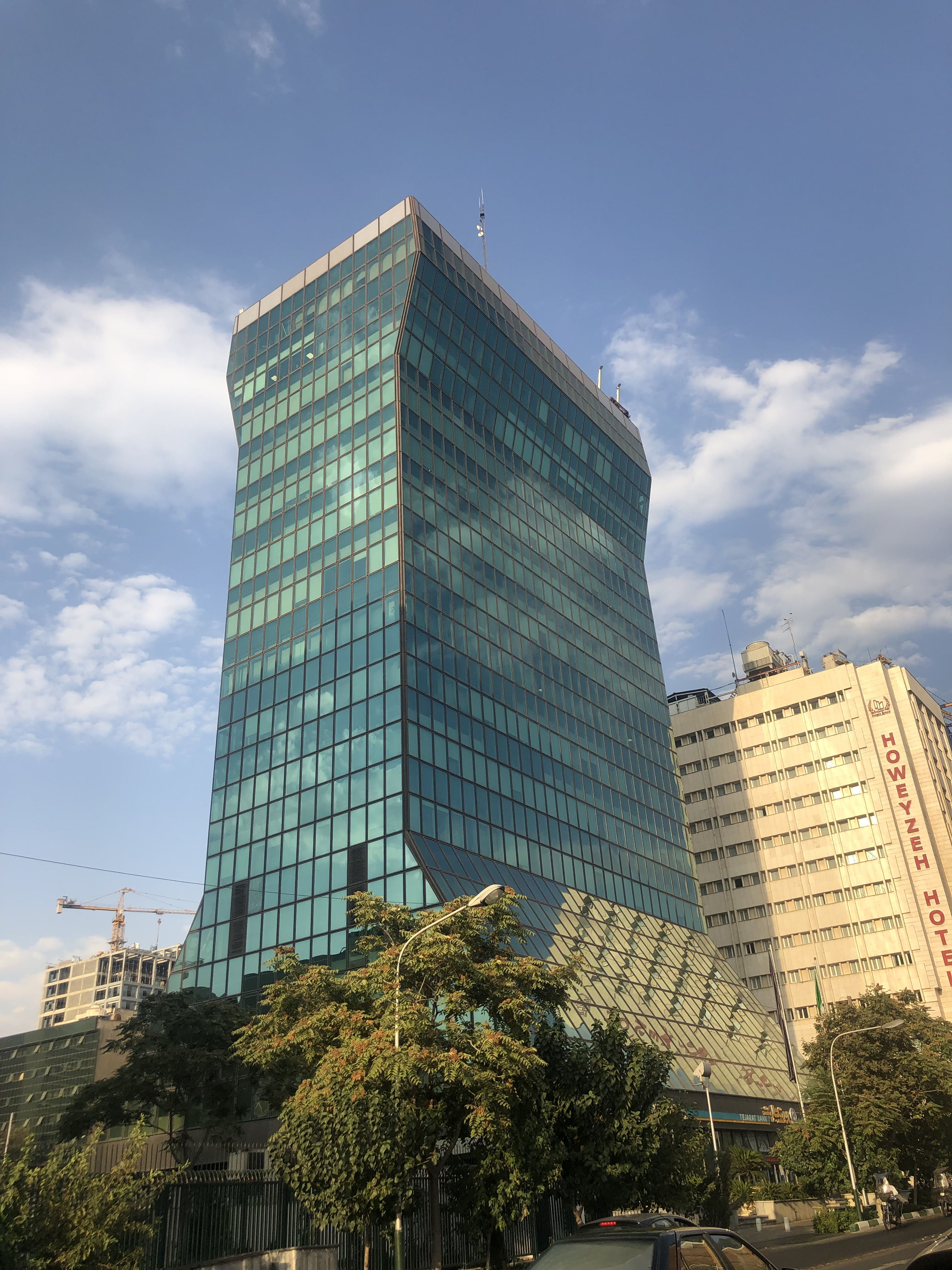
ساختمان مرکزی بانک تجارت

- احداث نیروگاه برق آبی در کنار سد کارون ۳
- پتروشیمی شهید رسولی اصفهان
- مجتمع‌های سیمان جوین
- ارومیه و فیروزکوه
- کشتیرانی دریای خزر
- پروژه تولید کنسانتره مس در مجتمع صنایع ملی مس ایران
- طرح تولید شیشه فلوت در مجتمع شیشه شناور اردکان
- پروژه تولید متانول در مجتمع پتروشیمی کاوه
- تولید انواع پارچه و پوشاک در مجتمع سبلان پارچه
- تولید شمش فولادی
- تولید میلگرد و کلاف فولاد در مجتمع فولاد نطنز
- تولید سیمان خاکستری در مجتمع سیمان اردستان
- تولید بوتیلن در مجتمع پتروشیمی فجر
- تولید متانول در مجتمع پتروشیمی زاگرس
- تولید بنزین در مجتمع نفت ستاره خلیج فارس
- تولید لامپ‌های کم‌مصرف توسط شرکت افراتاب

## جوایز و افتخارات
برخی از جوایز اعطایی به بانک تجارت بشرح ذیل می‌باشد:
- اولین بانک عضو سازمان جهانی تجارت دیجیتال(DTO) در سال ۱۴۰۳
- کسب تندیس مدیر ارشد ارتباط گستر درسال۱۴۰۳
- کسب مقام برتر در بانک‌های تجاری کشور
- کسب مقام نخست در بین بانک‌های دولتی در طرح ارزیابی عملکرد و تعیین کارایی بانک‌های دولتی در سال ۱۳۷۸
- کسب تندیس ستاره بین‌المللی کیفیت پاریس
- کسب تندیس بانک سبز
- کسب تندیس جایزه ستاره طلایی کیفیت پاریس
- کسب تندیس جایزه بین‌المللی ستاره طلایی کیفیت پاریس
- کسب تندیس جایزه طلایی خدمات کیفیت
- کسب تندیس طلایی برترین بانک پیشتاز برتر در سال مالی ۱۳۹۱
- کسب جایزه ملی بهره‌وری در سال مالی ۱۳۹۲
- کسب گواهینامه استاندارد ISO10002:2004 در خصوص رسیدگی به شکایات مشتریان برای اولین بار در شبکه بانکی کشور در سال ۱۳۹۲
- کسب تندیس بودجه ریزی مدل بلوغ برنامه‌ریزی بر مبنای عملکرد
- اعطاء تندیس دانشکده سینما و تئاتر به مدیرعامل
- تنها بانک برگزیده در ردیف پنج سازمان برتر در زمینه ارتقاء نظام سلامت اداری و مبارزه با فساد، سال ۱۳۸۹
- کسب تندیس دوازدهمین جشنواره قهرمانان صنعت درسال۱۳۹۵
- کسب عنوان ۱۰۰ شرکت برتر ایران در رتبه‌بندی سال ۱۳۹۵ سازمان مدیریت صنعتی ایران
- کسب رتبه شفافترین بانک ایران در سال مالی ۱۳۹۶
- تقدیر رئیس کل وقت بانک مرکزی ایران در سال مالی ۱۳۹۶
- تقدیر وزیر وقت امور اقتصادی و دارایی در سال ۱۳۹۷
- اعطاء تندیس کنگره ملی چهره‌های ماندگار درسال۱۳۹۷
- اعطاء تندیس بین‌المللی فایناکس سال۲۰۱۸
- کسب رتبه بزرگ‌ترین شرکت بورسی در سال ۱۳۹۸
- عضویت در کارگروه بانکی سازمان جهانی تجارت دیجیتال (DTO) در سال 1403[۱۱]

بانک تجارت در سطح فراملی هم موفق به اخذ جوائزی بشرح جدول ذیل می‌باشد:
| سال مالی | افتخارات        | نهاد ذیصلاح | توضیحات |
| -------- | --------------- | ----------- | ------- |
| ۲۰۰۰     | برترین بانک     | The Banker  |         |
| ۲۰۰۲     | ISO9001         | Euromoney   |         |
| ۲۰۰۴     | برترین بانک     | Euromoney   |         |
| ۲۰۰۵     | گواهینامه کیفیت |             |         |
| ۲۰۰۷     | برترین بانک     | Euromoney   |         |
| ۲۰۰۹     | کیفیت خدمات     |             |         |
| ۲۰۱۰     | کیفیت خدمات     |             |         |
| ۲۰۱۸     | فایناکس         |             |         |

## شعبه‌ها
بانک تجارت در حال حاضر دارای ۱۷۵۲ شعبه باجه در سراسر ایران است. همچنین در شهرهای پاریس (فرانسه)،لندن (انگلستان)،هامبورگ (آلمان)،میلان (ایتالیا)،دوشنبه (تاجیکستان)،مینسک (بلاروس) و پکن (چین) نیز دارای شعبه و دفتر می‌باشد. بانک تجارت همچنین دارای ۴۰ واحد ارزی در سراسر کشور می‌باشد.
| سال مالی | تعداد شعبه |
| -------- | ---------- |
| ۱۳۸۵     | ۲٫۰۱۰      |
| ۱۳۸۶     | ۱٫۹۶۵      |
| ۱۳۸۷     | ۱٫۹۸۶      |
| ۱۳۸۸     | ۱٫۹۵۳      |
| ۱۳۸۹     | ۱٫۹۰۰      |
| ۱۳۹۵     | ۱٫۶۵۸      |
| ۱۳۹۷     | ۱٫۴۸۵      |

## خدمات بانکی

### سپرده‌ها و خدمات ریالی
- طرح ویژه مسکن
- سرمایه‌گذاری بلند مدت
- سرمایه‌گذاری کوتاه مدت
- قرض الحسنه عادی
- قرض الحسنه جاری
- صندوق‌های اجاره ای
- چک تضمین شده
- چک بانکی بین بانک‌ها
- فروش اوراق بهادار
- فرم‌های عملیات بانکی

### تسهیلات و عقود ریالی
- طرح ویژه مسکن
- ضمانت نامه ریالی
- طرح‌های سرمایه‌گذاری
- جعاله اجرای طرح
- تسهیلات قرض الحسنه
- جعاله مسکن روستایی
- جعاله تعمیر مسکن
- مرابحه خرید خودرو
- خرید کالاهای اساسی
- عقد مشارکت مدنی
- عقد اجاره به شرط تملیک
- عقد سلف
- عقد مضاربه
- تسهیلات با نرخ ترجیحی

### سپرده‌ها و تسهیلات ارزی
- ضمانتنامه ارزی
- سپرده قرض الحسنه
- سپرده سرمایه‌گذاری
- شرایط افتتاح حساب در شعب خارج از کشور
- انتقال موجودی از شعب خارج از کشور
- سوئیفت
- حساب برای شرکت‌های مقیم ایران
- حواله ارزی
- اعتبارات اسنادی
- فاینانس / ریفاینانس
- تسهیلات ارزی

## خدمات الکترونیکی

### سامانه‌های مشتریان حقیقی
- سامانه بانکداری اینترنتی
- همراه بانک تجارت
- همراز تجارت
- خدمات اینترنتی کارت
- باجت
- افتتاح حساب انلاین- تسهیلات ازدواج- خدمات BNPL - امضا دیجیتال و خدمات کارت و پرداخت در باجت
- خرید شارژ
- منظومه تجارت
- درخواست تسهیلات غیرحضوری
- درخواست صدوردسته چک صیاد غیرحضوری
- پیام کوتاه
- تسویه ناخالص آنی (ساتنا)
- حواله الکترونیکی بانکی (سحاب)
- وصول و واریز دسته‌ای چک‌ها (کلر)
- پیگیری وضعیت پرداخت‌های غیرحضوری
- پیگیری وضعیت چک‌های واگذاری
- دریافت شناسه شبا
- سامانه ثبت و پیگیری مغایرتهای شتاب
- پرداخت الکترونیکی عوارض بزرگراه‌ها
- نکات امنیتی
- راهکارهای امنیتی کاهش ریسک بدافزارهای سمت کاربر

### سامانه‌های مشتریان حقوقی
- اینترنت بانک حقوقی فرا
- استعلام لحظه‌ای آنی
- سیستم گزارش‌های سازمان ثبت اسناد
- گزارش‌گیری قوه قضائیه
- شناسه ملی اشخاص حقوقی

### سایر خدمات الکترونیک بانک
- پرداخت قبوض
- تلفن بانک
- خودپرداز
- جشنواره خودپرداز
- کیوسک
- پایانه‌های فروش POS
- پایگاه‌های شبانه‌روزی
- درخواست درگاه پرداخت اینترنتی
- معاملات آنلاین بورس
- اقدامات اجرایی و قضایی
- لوگو مشترک
- آسان خرید

### کارت‌های بانکی
- تجارت کارت
- تجارت کارت خانواده
- کارت هدیه تجارت
- کارت جوان
- کارت خرید تجارت
- توریست کارت
- سایر کارت‌های بانکی
- دریافت شماره کارت تسهیلات غیر متمرکز
- ثبت مشکلات دریافت کارت
- خدمات بدون کارت تجارت از خودپرداز

## کارکنان
بانک تجارت باعلم بر این که سرمایه‌های انسانی عظیم‌ترین دارایی هر مؤسسه است به عنوان اولین بانک ایران سیستم حسابداری منابع انسانی را در دستور کار خود قرارداده است.
درطی سال‌های اخیر با رشد روزافزون تکنولوژی و خدمات الکترونیک بانکداری، شمار کارمندان این بانک سیر نزولی داشته‌است.
| سال مالی | شمار کارکنان |
| -------- | ------------ |
| ۱۳۸۵     | ۲۱٫۵۸۴       |
| ۱۳۸۶     | ۲۰٫۷۶۸       |
| ۱۳۸۷     | ۲۱٫۰۴۱       |
| ۱۳۸۸     | ۲۱٫۲۳۶       |
| ۱۳۸۹     | ۲۱٫۰۲۹       |
| ۱۳۹۱     | ۲۰٫۹۱۳       |
| ۱۳۹۷     | ۱۹٫۰۰۰       |

## مدیران
| ۷۲_۱۳۶۵     | محمد جعفر افتخار       |
| ۱۳۷۶−۸۴     | سیدعلی میلانی حسینی    |
| ۱۳۸۴−۸۶     | سید داود زارع اسکندری  |
| ۱۳۸۶−۸۷     | رضا راعی               |
| ۱۳۸۷−۹۱     | مجیدرضا داوری          |
| ۱۳۹۱−۹۳     | محمدرضا رنجبر فلاح     |
| ۱۳۹۳−۹۶     | محمدابراهیم مقدم نودهی |
| ۱۳۹۶−۱۴۰۰   | رضا دولت‌آبادی          |
| ۱۴۰۰−تاکنون | هادی اخلاقی            |

## مسئولیت‌های اجتماعی
از جمله مسئولیت‌های اجتماعی بانک نیز می‌توان به مشارکت در احداث برخی اماکن آموزشی و بهداشتی در نقاط محروم کشور، اعطای کمک‌های مالی و پرداخت تسهیلات به هموطنان آسیب دیده از حوادث طبیعی، حمایت مالی از جشنواره‌های دانشجویی و نیز اعطای تسهیلات به صنایع سازگار با محیط زیست اشاره نمود.

### مشارکت در ساخت مسکن مهر
مسکن مهر مجتمع‌های مسکونی هستند که ساختشان در دولت محمود احمدی‌نژاد رئیس‌جمهور وقت ایران آغاز شده. هدف از این طرح خانه‌دار کردن قشرهای کم درآمد که طبق آن دولت با واگذاری قطعه زمین رایگان سعی داشت خانه‌سازی را تشویق کند. اوایل سال ۹۲، دولت دهم مسکن مهر را با پیشرفت ۷۰ درصدی تحویل دولت یازدهم داد. تا روز ۲۲ مردادماه سال ۱۳۹۶ تعداد ۱٬۸۳۹٬۸۲۹ واحد مسکن مهر تکمیل و افتتاح شده که حدود ۴۵ درصد از این تعداد در زمان دولت حسن روحانی افتتاح شده‌است. تعداد ۱٬۵۶۸٬۴۵۲ واحد از کل واحدهای افتتاح شده تحویل خانوارها شده‌است که ۵۶ درصد آن در زمان روحانی به خانواده‌ها تحویل شد. این طرح پس از افزایش شدید بهای مسکن در ایران شروع شد. دولت برای تأمین مالی این طرح از بانک مرکزی قرض کرد، که منجر به رشد نقدینگی و افزایش تورم شد به‌طوری‌که نیمی از کل پول‌های چاپ شده در تاریخ ایران صرف ساختن مسکن مهر شد. خانه‌های ساخته شده در این طرح عموماً در حاشیهٔ شهرها بودند و فکری برای امکانات گوناگون نظیر آب و برق و گاز و تلفن آن‌ها نشده بود.
تاکنون مشارکت در احداث ۴۶هزار واحد مسکونی در قالب این طرح به بانک تجارت محول شده‌است که نیازمند تخصیص بیش از ۷۰۰۰میلیارد ریال اعتبار ریالی می‌باشد.
به‌رغم وجود مشکلات متعدد در مراحل نخستین اجرای این طرح، مراحل بررسی کارشناسی و اعطای تسهیلات به ۶۵۰۰ واحد مسکونی «مهر» به پایان رسیده و بیش از ۳۵۲میلیارد ریال تسهیلات به این امر اختصاص یافته‌است.
میزان تسهیلات اعطایی بانک تجارت از ۲۹٬۲۰۰ میلیارد ریال در سال ۸۰ تا پایان آذرماه ۸۷ به ۱۵۱٬۷۰۰ میلیارد ریال رسیده و از رشدی معادل ۶۰۰ درصد برخوردار بوده‌است. از این میان، مانده تسهیلات اعطایی بانک در بخش صنعت و معدن به ۵۹٬۲۲۶ میلیارد ریال، در بخش مسکن و ساختمان ۲۷٬۹۰۵ میلیارد ریال، در بخش صادرات ۴٬۳۱۴ میلیارد ریال و در بخش خدمات به ۳۲٬۶۳۱ میلیارد ریال رسیده‌است. بانک تجارت همچنین بیش از ۵٬۳۵۰ میلیارد ریال از منابع خود را جهت رفع نیازهای ضروری مردم در قالب وام‌های قرض‌الحسنه ازدواج، تأمین مسکن، درمان بیماری و غیره اعطا نموده‌است.

## ساختار سازمانی
چارت سازمانی مجموعه بانک تجارت مشتمل بر واحدهای ذیل است:
1. مدیرعامل
2. کمیته حسابرسی
3. کمیته عالی مدیریت ریسک
4. اداره حسابرسی داخلی
5. اداره مدیریت ریسک
6. اداره مبارزه با پولشویی و تأمین مالی تروریسم
7. واحد تطبیق
8. مدیریت امور دبیرخانه هیئت مدیره و عامل
9. معاونت برنامه‌ریزی
10. معاونت اعتباری
11. معاونت فناوری اطلاعات
12. معاونت سرمایه‌گذاری و امور شرکت‌ها
13. معاونت امور بین‌الملل
14. معاونت حقوقی ونظارت
15. معاونت مالی و پشتیبانی
16. معاونت امور استان‌ها
17. مدیریت امور حراست.
18. مدیریت امور سرمایه‌های انسانی
19. مدیریت امور استان‌ها

## شرکت‌های تابعه
درحقیقت شرکت هلدینگ مالی بانک تجارت در قالب شرکت‌های خرد وکلان برمبنای سیاستهای مدیریتی این شرکت پایه‌گذاری شده وبه سادگی قابل ارزیابی و شمارش نبوده اما مهم‌ترین آن‌ها عبارتند از:
- شرکت کارگزاری بانک تجارت: این شرکت ایرانی است، که درتاریخ ۱۷ مهرماه سال ۱۳۷۲ تأسیس و با شماره ۱۰۰۱۳۷ نزد اداره ثبت شرکت‌ها و موسسات غیرتجاری تهران به ثبت رسید. با پذیرش فعالیت شرکت در سازمان بورس و اوراق بهادار در ۲۰مهرماه ۱۳۷۲ و تأیید صلاحیت توسط بانک مرکزی جمهوری اسلامی ایران در۱خردادماه ۱۳۷۳ کارگزاری بانک تجارت فعالیت رسمی خود را در زمینه‌های انجام معاملات اوراق بهادار، اوراق آتی، بورس کالا، آتی سکه و بورس انرژی، سبد گردانی اختصاصی، انجام معاملات آنلاین شروع کرد. فعالیت این شرکت در بورس اوراق بهادار تهران و در شهرستان‌های اصفهان، مشهد و تبریز انجام می‌گیرد. هم‌چنین اداره امور شرکت بر طبق مفاد اساسنامه شرکت، قوانین و مقررات کشوری، دستورالعمل‌ها و بخشنامه‌های سازمان بورس اوراق بهادار تهران می‌باشد.[۱۹]
- شرکت صرافی تجارت
- شرکت خدمات تجارت
- شرکت مهندسین مشاور تجارت
- شرکت سرمایه‌گذاری و ساختمانی تجارت
- شرکت کارت اعتباری ایران کیش
- شرکت بیمه تجارت نو
- شرکت خدمات بیمه ای تجارت فردا
- شرکت توسعه ارتباطات الکترونیک ایرانیان
- شرکت زفتا
- شرکت هلدینگ فناوری اطلاعات بانک تجارت
- شرکت مولدسازی ومدیریت دارایی تجارت
- شرکت تدبیرگران فردای امید
- شرکت سیمان تجارت مهریز
- شرکت صندوق تأمین سرمایه کاردان
- شرکت ساختمانی و عمرانی عامری
- شرکت پتکین
- شرکت پردیس گلستان تجارت
- شرکت تکنوتجارت [۲۰]
- شرکت باشگاه مشتریان بانک تجارت
- شرکت چابک تجارت آسیا
- شرکت سیمرغ تجارت
- شرکت امید تجارت
- شرکت مدیریت ساخت تجارت

## نگارخانه

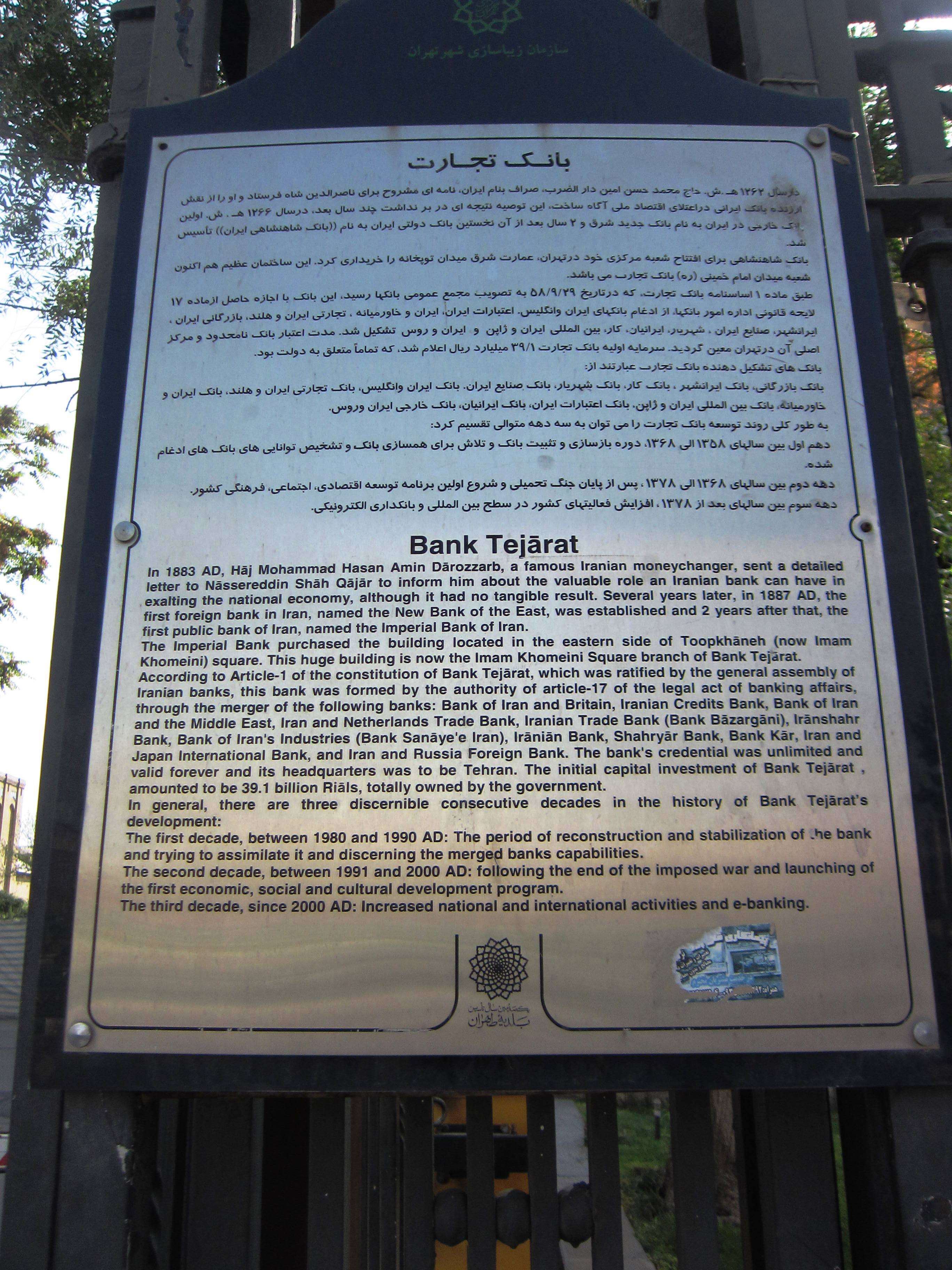
لوح نصب‌شده در ورودی ساختمان قدیمی بانک تجارت میدان امام خمینی (تهران) که در آن مختصری از تاریخچه بانک آمده‌است.
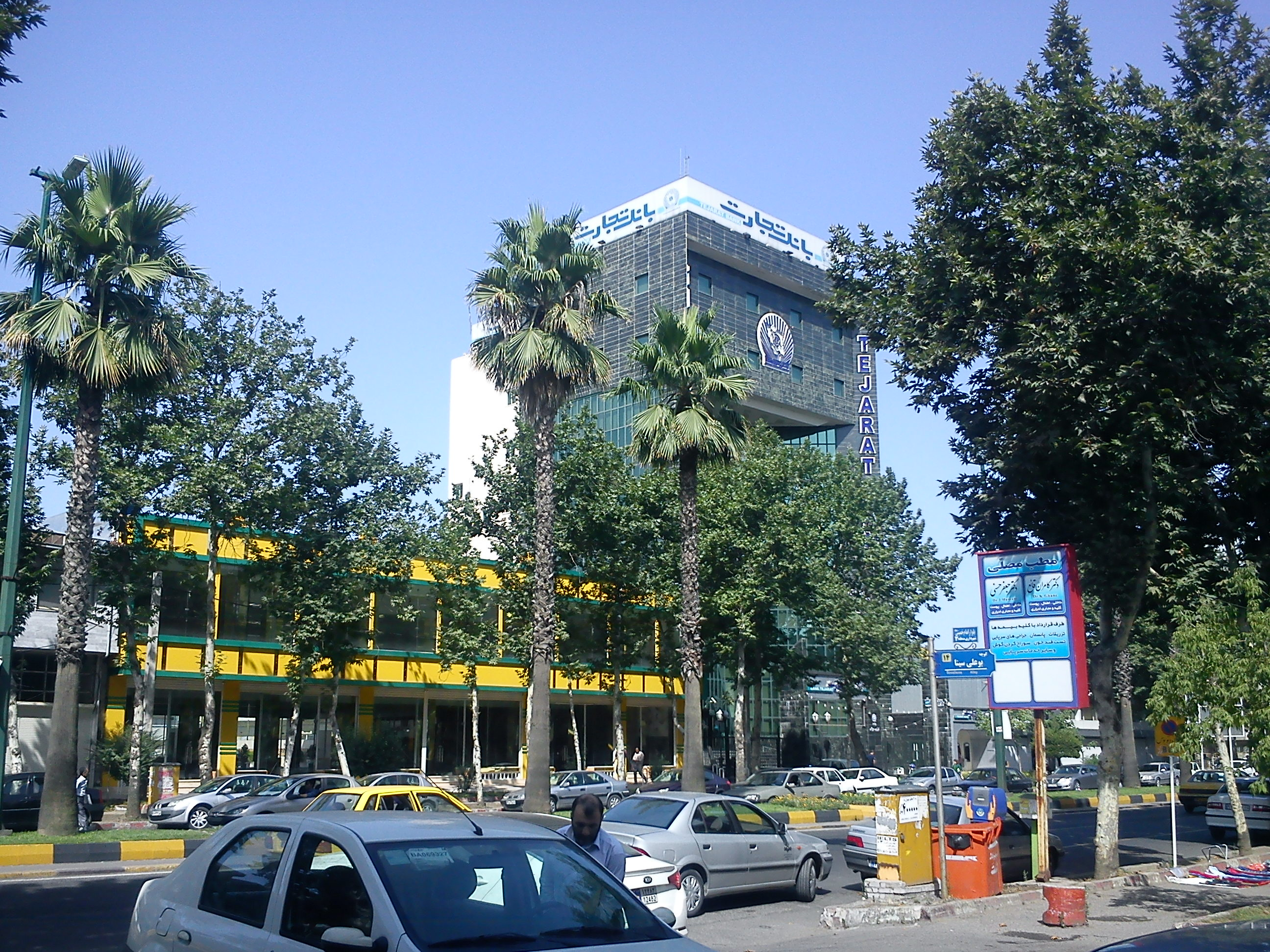
نمای شعبه ای در رشت